# Ronde van Catalonië 2012
De 92e editie van de wielerkoers Ronde van Catalonië (Catalaans: Volta a Catalunya) werd van 19 tot en met 25 maart verreden in de autonome regio Catalonië in Spanje. De Ronde van Catalonië 2012 maakt deel uit van de UCI World Tour 2012.

## Deelnemende ploegen
Er namen 23 teams nemen deel aan deze editie. Elk team startte met acht renners, wat het totaal aantal deelnemers op 184 bracht.
| 18 UCI World Tour-ploegen | 18 UCI World Tour-ploegen | 18 UCI World Tour-ploegen | 5 wildcards                 |
| ------------------------- | ------------------------- | ------------------------- | --------------------------- |
| AG2R-La Mondiale          | Lampre-ISD                | Sky ProCycling            | Andalucía                   |
| Astana Pro Team           | Liquigas-Cannondale       | Team Garmin-Sharp         | Caja Rural                  |
| BMC Racing Team           | Lotto-Belisol             | Team Katjoesja            | Cofidis, le crédit en ligne |
| Euskaltel-Euskadi         | Omega Pharma-Quick Step   | Team Movistar             | Saur-Sojasun                |
| FDJ-BigMat                | Rabobank                  | Saxo Bank-Tinkoff Bank    | Project 1T4I-Felt           |
| Orica-GreenEdge           | RadioShack-Nissan-Trek    | Vacansoleil-DCM           |                             |

## Etappeoverzicht
| Etappe | Datum    | Start - Aankomst                                         | Afstand       | Type      | Winnaar          | Ploeg             | Klassementsleider |
| ------ | -------- | -------------------------------------------------------- | ------------- | --------- | ---------------- | ----------------- | ----------------- |
| 1e     | 19 maart | Calella - Calella                                        | 138 km        | Heuvelrit | Michael Albasini | GreenEdge         | Michael Albasini  |
| 2e     | 20 maart | Girona - Girona                                          | 161 km        | Bergrit   | Michael Albasini | GreenEdge         | Michael Albasini  |
| 3e     | 21 maart | La Vall d'en Bas - Port Ainé (skistation) Port del Canto | 210 km 155 km | Bergrit   | Janez Brajkovič  | Astana Pro Team   | Michael Albasini  |
| 4e     | 22 maart | Tremp - Ascó                                             | 199 km        | Heuvelrit | Rigoberto Urán   | Sky ProCycling    | Michael Albasini  |
| 5e     | 23 maart | Ascó - Manresa                                           | 207 km        | Heuvelrit | Julien Simon     | Saur-Sojasun      | Michael Albasini  |
| 6e     | 24 maart | Sant Fruitós de Bages - Badalona                         | 169 km        | Heuvelrit | Samuel Sánchez   | Euskaltel-Euskadi | Michael Albasini  |
| 7e     | 25 maart | Badalona - Barcelona (Sarrià)                            | 119 km        | Heuvelrit | Julien Simon     | Saur-Sojasun      | Michael Albasini  |

## Etappe-uitslagen
| Calella - Calella (138 km) |                   |                             |          |
| Plaats                     | Naam              | Ploeg                       | Tijd     |
| Winnaar                    | Michael Albasini  | GreenEdge                   | 3u20'04" |
| 2                          | Anthony Delaplace | Saur-Sojasun                | + 42"    |
| 3                          | Nicolas Edet      | Cofidis, le crédit en ligne | + 1'14"  |
| 4                          | Kenny van Hummel  | Vacansoleil-DCM             | + 1'32"  |
| 5                          | Ben Gastauer      | AG2R-La Mondiale            | z.t.     |
| 6                          | Roger Kluge       | Project 1T4I-Felt           | z.t.     |
| 7                          | Allan Davis       | GreenEdge                   | z.t.     |
| 8                          | Fabio Sabatini    | Liquigas-Cannondale         | z.t.     |
| 9                          | Davide Appollonio | Sky ProCycling              | z.t.     |
| 10                         | Francesco Gavazzi | Astana Pro Team             | z.t.     |
|                            |                   |                             |          |
| 18                         | Kenny Dehaes      | Lotto-Belisol               | z.t.     |

| Girona - Girona (161 km) |                       |                         |          |
| Plaats                   | Naam                  | Ploeg                   | Tijd     |
| Winnaar                  | Michael Albasini      | GreenEdge               | 3u52'05" |
| 2                        | Dario Cataldo         | Omega Pharma-Quick Step | z.t.     |
| 3                        | Rigoberto Urán        | Sky ProCycling          | z.t.     |
| 4                        | Damiano Cunego        | Lampre-ISD              | z.t.     |
| 5                        | Ryder Hesjedal        | Team Garmin-Barracuda   | z.t.     |
| 6                        | Sergio Pardilla       | Team Movistar           | z.t.     |
| 7                        | Arnold Jeannesson     | FDJ-BigMat              | z.t.     |
| 8                        | Alberto Losada        | Team Katjoesja          | z.t.     |
| 9                        | Richie Porte          | Sky ProCycling          | z.t.     |
| 10                       | Robert Kišerlovski    | Astana Pro Team         | z.t.     |
|                          |                       |                         |          |
| 12                       | Jurgen Van den Broeck | Lotto-Belisol           | z.t.     |
| 13                       | Wilco Kelderman       | Rabobank                | z.t.     |

| La Vall d'en Bas - Port Ainé (skistation) Port del Canto (210 km 155 km) |                       |                         |      |
| Plaats                                                                   | Naam                  | Ploeg                   | Tijd |
| Winnaar                                                                  | Janez Brajkovič       | Astana Pro Team         |      |
| 2                                                                        | Michał Gołaś          | Omega Pharma-Quick Step |      |
| 3                                                                        | Matteo Carrara        | Vacansoleil-DCM         |      |
| 4                                                                        | Mikaël Cherel         | AG2R-La Mondiale        |      |
| 5                                                                        | Chris Anker Sørensen  | Team Saxo Bank          |      |
| 6                                                                        | Christian Vande Velde | Team Garmin-Barracuda   |      |
| 7                                                                        | Thomas Rohregger      | Team Garmin-Barracuda   |      |
| 8                                                                        | Johann Tschopp        | BMC Racing Team         |      |
| 9                                                                        | Steven Kruijswijk     | Rabobank                |      |
| 10                                                                       | Romain Bardet         | AG2R-La Mondiale        |      |
|                                                                          |                       |                         |      |
| 19                                                                       | Jurgen Van den Broeck | Lotto-Belisol           |      |

| Tremp - Ascó (199 km) |                       |                             |          |
| Plaats                | Naam                  | Ploeg                       | Tijd     |
| Winnaar               | Rigoberto Urán        | Sky ProCycling              | 5u13'12" |
| 2                     | Denis Mensjov         | Team Katjoesja              | z.t.     |
| 3                     | Sylwester Szmyd       | Liquigas-Cannondale         | z.t.     |
| 4                     | David Moncoutié       | Cofidis, le crédit en ligne | z.t.     |
| 5                     | Jurgen Van den Broeck | Lotto-Belisol               | z.t.     |
| 6                     | Samuel Sánchez        | Euskaltel-Euskadi           | z.t.     |
| 7                     | Matteo Carrara        | Vacansoleil-DCM             | z.t.     |
| 8                     | Dario Cataldo         | Omega Pharma-Quick Step     | z.t.     |
| 9                     | Julien Simon          | Saur-Sojasun                | z.t.     |
| 10                    | Robert Kišerlovski    | Astana Pro Team             | z.t.     |
|                       |                       |                             |          |
| 18                    | Steven Kruijswijk     | Rabobank                    | z.t.     |

| Ascó - Manresa (207 km) |                       |                         |          |
| Plaats                  | Naam                  | Ploeg                   | Tijd     |
| Winnaar                 | Julien Simon          | Saur-Sojasun            | 4u58'27" |
| 2                       | Rigoberto Urán        | Sky ProCycling          | z.t.     |
| 3                       | Sylwester Szmyd       | Liquigas-Cannondale     | z.t.     |
| 4                       | Samuel Sánchez        | Euskaltel-Euskadi       | z.t.     |
| 5                       | Dario Cataldo         | Omega Pharma-Quick Step | z.t.     |
| 6                       | Jurgen Van den Broeck | Lotto-Belisol           | z.t.     |
| 7                       | Michael Albasini      | GreenEdge               | z.t.     |
| 8                       | Denis Mensjov         | Team Katjoesja          | z.t.     |
| 9                       | Daniel Martin         | Team Garmin-Barracuda   | z.t.     |
| 10                      | Robert Kišerlovski    | Astana Pro Team         | z.t.     |
|                         |                       |                         |          |
| 11                      | Steven Kruijswijk     | Rabobank                | z.t.     |

| Sant Fruitós de Bages - Badalona (169 km) |                       |                       |          |
| Plaats                                    | Naam                  | Ploeg                 | Tijd     |
| Winnaar                                   | Samuel Sánchez        | Euskaltel-Euskadi     | 4h04'50" |
| 2                                         | Allan Davis           | GreenEdge             | +2"      |
| 3                                         | Julien Simon          | Saur-Sojasun          | z.t.     |
| 4                                         | Juan José Haedo       | Team Saxo Bank        | z.t.     |
| 5                                         | Damiano Cunego        | Lampre-ISD            | z.t.     |
| 6                                         | Francesco Gavazzi     | Astana Pro Team       | z.t.     |
| 7                                         | Fabio Sabatini        | Liquigas-Cannondale   | z.t.     |
| 8                                         | Daniel Martin         | Team Garmin-Barracuda | z.t.     |
| 9                                         | Davide Appollonio     | Sky ProCycling        | z.t.     |
| 10                                        | Jurgen Van den Broeck | Lotto-Belisol         | z.t.     |
|                                           |                       |                       |          |
| 22                                        | Steven Kruijswijk     | Rabobank              | z.t.     |

| \| Badalona - Barcelona (Sarrià) (119 km) \| \| \| \| \| Plaats \| Naam \| Ploeg \| Tijd \| \| \| Julien Simon \| Saur-Sojasun \| 2u47'02" \| \| 2 \| Francesco Gavazzi \| Astana Pro Team \| z.t. \| \| 3 \| Damiano Cunego \| Lampre-ISD \| z.t. \| \| 4 \| Rigoberto Urán \| Sky ProCycling \| z.t. \| \| 5 \| Robert Kišerlovski \| Astana Pro Team \| z.t. \| \| 6 \| Jurgen Van den Broeck \| Lotto-Belisol \| z.t. \| \| 7 \| Steven Kruijswijk \| Rabobank \| z.t. \| \| 8 \| Romain Bardet \| AG2R-La Mondiale \| z.t. \| \| 9 \| Maciej Paterski \| Liquigas-Cannondale \| z.t. \| \| 10 \| Denis Mensjov \| Team Katjoesja \| z.t. \| |                       |                     |          |
| Badalona - Barcelona (Sarrià) (119 km) |                       |                     |          |
| Plaats | Naam                  | Ploeg               | Tijd     |
| Winnaar | Julien Simon          | Saur-Sojasun        | 2u47'02" |
| 2 | Francesco Gavazzi     | Astana Pro Team     | z.t.     |
| 3 | Damiano Cunego        | Lampre-ISD          | z.t.     |
| 4 | Rigoberto Urán        | Sky ProCycling      | z.t.     |
| 5 | Robert Kišerlovski    | Astana Pro Team     | z.t.     |
| 6 | Jurgen Van den Broeck | Lotto-Belisol       | z.t.     |
| 7 | Steven Kruijswijk     | Rabobank            | z.t.     |
| 8 | Romain Bardet         | AG2R-La Mondiale    | z.t.     |
| 9 | Maciej Paterski       | Liquigas-Cannondale | z.t.     |
| 10 | Denis Mensjov         | Team Katjoesja      | z.t.     |

## Eindklassementen
| Plaats | Naam                  | Ploeg                   | Tijd      |
| ------ | --------------------- | ----------------------- | --------- |
|        | Michael Albasini      | GreenEdge               | 24u15'45" |
| 2      | Samuel Sánchez        | Euskaltel-Euskadi       | +1'30"    |
| 3      | Jurgen Van den Broeck | Lotto-Belisol           | +1'32"    |
| 4      | Daniel Martin         | Team Garmin-Barracuda   | z.t.      |
| 5      | Rigoberto Urán        | Sky ProCycling          | z.t.      |
| 6      | Damiano Cunego        | Lampre-ISD              | z.t.      |
| 7      | Robert Kišerlovski    | Astana Pro Team         | z.t.      |
| 8      | Matteo Carrara        | Vacansoleil-DCM         | z.t.      |
| 9      | Dario Cataldo         | Omega Pharma-Quick Step | z.t.      |
| 10     | Sergio Pardilla       | Team Movistar           | z.t.      |
|        |                       |                         |           |
| 14     | Steven Kruijswijk     | Rabobank                | z.t.      |

| Plaats     | Naam              | Ploeg                       | Punten |
| ---------- | ----------------- | --------------------------- | ------ |
| Witte trui | Tomasz Marczyński | Vacansoleil-DCM             | 10     |
| 2          | Julian Sanchez    | Caja Rural                  | 6      |
| 3          | Romain Zingle     | Cofidis, le crédit en ligne | 4      |

| Plaats    | Naam                 | Ploeg                 | Punten |
| --------- | -------------------- | --------------------- | ------ |
| Rode trui | Chris Anker Sørensen | Team Saxo Bank        | 67     |
| 2         | Tom Danielson        | Team Garmin-Barracuda | 28     |
| 3         | Michael Albasini     | GreenEdge             | 25     |

| Plaats | Ploeg                 | Tijd      |
| ------ | --------------------- | --------- |
|        | Team Garmin-Barracuda | 72u51'51" |
| 2      | Team Katjoesja        | + 2'19"   |
| 3      | Saur-Sojasun          | + 3'55"   |

## Klassementen per etappe
| Etappe    | Winnaar          | Algemeen klassement | Bergklassement       | Puntenklassement  | Ploegenklassement     |
| --------- | ---------------- | ------------------- | -------------------- | ----------------- | --------------------- |
| 1         | Michael Albasini | Michael Albasini    | Michael Albasini     | Anthony Delaplace | GreenEdge             |
| 2         | Michael Albasini | Michael Albasini    | Daniel Martin        | Anthony Delaplace | Team Sky              |
| 3         | Janez Brajkovič  | Michael Albasini    | Chris Anker Sørensen | Michael Albasini  | Team Sky              |
| 4         | Rigoberto Urán   | Michael Albasini    | Chris Anker Sørensen | Julian Sanchez    | Team Garmin-Barracuda |
| 5         | Julien Simon     | Michael Albasini    | Chris Anker Sørensen | Tomasz Marczyński | Team Garmin-Barracuda |
| 6         | Samuel Sánchez   | Michael Albasini    | Chris Anker Sørensen | Tomasz Marczyński | Team Garmin-Barracuda |
| 7         | Julien Simon     | Michael Albasini    | Chris Anker Sørensen | Tomasz Marczyński | Team Garmin-Barracuda |
| Eindstand | Eindstand        | Michael Albasini    | Chris Anker Sørensen | Tomasz Marczyński | Team Garmin-Barracuda |

1911 · 1912 · 1913 · 1914-1919 · 1920 · 1921-1922 · 1923 · 1924 · 1925 · 1926 · 1927 · 1928 · 1929 · 1930 · 1931 · 1932 · 1933 · 1934 · 1935 · 1936 · 1937 · 1938 · 1939 · 1940 · 1941 · 1942 · 1943 · 1944 · 1945 · 1946 · 1947 · 1948 · 1949 · 1950 · 1951 · 1952 · 1953 · 1954 · 1955 · 1956 · 1957 · 1958 · 1959 · 1960 · 1961 · 1962 · 1963 · 1964 · 1965 · 1966 · 1967 · 1968 · 1969 · 1970 · 1971 · 1972 · 1973 · 1974 · 1975 · 1976 · 1977 · 1978 · 1979 · 1980 · 1981 · 1982 · 1983 · 1984 · 1985 · 1986 · 1987 · 1988 · 1989 · 1990 · 1991 · 1992 · 1993 · 1994 · 1995 · 1996 · 1997 · 1998 · 1999 · 2000 · 2001 · 2002 · 2003 · 2004 · 2005 · 2006 · 2007 · 2008 · 2009 · 2010 · 2011 · 2012 · 2013 · 2014 · 2015 · 2016 · 2017 · 2018 · 2019 · 2020 · 2021 · 2022 · 2023 · 2024
 Tour Down Under · 
 Parijs-Nice · 
 Tirreno-Adriatico · 
 Milaan-San Remo · 
 Ronde van Catalonië · 
 E3 Harelbeke · 
 Gent-Wevelgem · 
 Ronde van Vlaanderen · 
 Ronde van het Baskenland · 
 Parijs-Roubaix · 
 Amstel Gold Race · 
 Waalse Pijl · 
 Luik-Bastenaken-Luik · 
 Ronde van Romandië · 
 Ronde van Italië · 
 Critérium du Dauphiné · 
 Ronde van Zwitserland · 
 Ronde van Frankrijk · 
 Ronde van Polen · 
  Eneco Tour · 
 Clásica San Sebastián · 
 Ronde van Spanje · 
 Vattenfall Cyclassics · 
 GP Ouest France-Plouay · 
 Grote Prijs van Quebec · 
 Grote Prijs van Montreal · 
 UCI Ploegentijdrit · 
 Ronde van Lombardije · 
 Ronde van Peking